# بودو لافرينتز

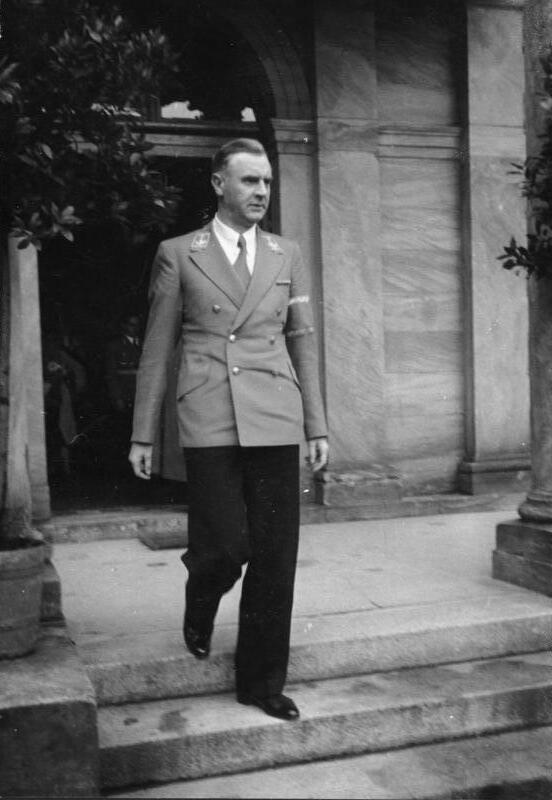
بودو لافرينتز، يوليو 1940

بودو لافرينتز (بالألمانية: Bodo Lafferentz)‏ (27 يوليو 1897 – 17 يناير 1974) عضوًا في الحزب النازي من عام 1933 وعضو في شوتزشتافل - أوبرستورمبانفورر (ملازم أول) من عام 1939. خدم في الحرب العالمية الأولى وحصل على الدرجة الثانية من صليب حديدي في عام 1916.
في عام 1928، أكمل درجة الدكتوراه في جامعة كييل في «التخطيط الاقتصادي وتنظيم الأسعار». وقد عمل لاحقًا في إدارة جمعية أصحاب العمل الألمانية، ومنذ عام 1929 كان طوعًا في مجلس إدارة المعهد الوطني للفوائد والتأمين للعاطلين عن العمل.
في 1 مايو 1933، أصبح لافيرنتس عضوًا في حزب العمال الألماني الاشتراكي الوطني، وأصبح زعيماً لـ «مكتب السفر والتسلق والأجازات» (الذي تم دمجه لاحقًا في منظمة القوة عبر السعادة).
في نهاية الحرب العالمية الثانية، تم احتجازه خلال برنامج الحلفاء لغجتثاث النازية وتم إطلاق سراحه في عام 1949.

## مرجع
1. ↑  Sam Roberts (23 أبريل 2019). "Verena Lafferentz, 98, Last of Wagner Grandchildren, Is Dead". The New York Times. مؤرشف من الأصل في 2019-04-29. اطلع عليه بتاريخ 2019-04-24.